# Michał Hydzik
Michał Hydzik (ur. 2 stycznia 1944 w Brzeżawie, zm. 13 kwietnia 2017 ) – polski duchowny zielonoświątkowy, pastor, ewangelista, w latach 1988–2000 prezbiter naczelny Kościoła Zielonoświątkowego. Wcześniej duchowny i prezbiter okręgowy Zjednoczonego Kościoła Ewangelicznego (ZKE) oraz członek Prezydium ZKE w latach 1984–1987. W środowisku zielonoświątkowym był znany z modlitw o uzdrowienie. Autor pięciu książek i artykułów. Interesował się demonologią i eschatologią. Był antyekumenistą, nie był zainteresowany bliższą współpracą z pokrewnymi ugrupowaniami ewangelikalnymi, miał natomiast ambicje połączenia wszystkich ugrupowań o charakterze pentekostalnym.

## Młodość i początki kariery
Urodził się 2 stycznia 1944 roku w Brzeżawie, w powiecie przemyskim. W roku 1946 jego ojciec (kaznodzieja w zborze Chrześcijan Wiary Ewangelicznej) został zabity, podobnie jak i inne osoby ze zboru. Przyczyny mordu nie są dokładnie znane. Z powodu trudnej sytuacji w jego rodzinie kierownik szkoły podstawowej wysłał go wraz z bratem do domu dziecka. Zdobył wykształcenie nauczycielskie, wrócił do Brzeżawy i pracował jako nauczyciel. W listopadzie 1963 roku nawrócił się po kazaniu Kazimierza Sosulskiego. Wiosną 1964 roku przeżył chrzest Duchem Świętym, latem przyjął chrzest wiary. Wkrótce po tym został wyrzucony z pracy, a powodem były oskarżenia ideologiczne. Rozpoczął studia w Chrześcijańskiej Akademii Teologicznej w Warszawie, które musiał przerwać, aby zająć się chorą matką. W latach 60. był represjonowany przez komunistyczne władze. Po roku 1976 SB miało go podejrzewać o współpracę z KOR-em.
W 1966 roku ożenił się z Tatianą Ilczuk, z którą miał trójkę dzieci: Małgorzatę, Dorotę i Daniela.
W latach 1966–1976 będąc członkiem zboru ZKE w Wapienicy k. Bielska-Białej był ewangelistą oraz okręgowym liderem młodzieży. W 1978 roku został ordynowany na prezbitera przez Konstantego Sacewicza i Jana Guńkę. W swej autobiografii Hydzik napisał, że zbór zwracał się do władz ZKE z prośbą o ordynację jeszcze w czasach, gdy na czele tego Kościoła stał Stanisław Krakiewicz. Władze Kościoła odmówiły, ponieważ uważały Hydzika za „zbyt radykalnego zielonoświątkowca”. Dopiero, gdy na czele Kościoła stanął Sacewicz ordynacja mogła dojść do skutku.
W latach 1976–1987 był pastorem zboru ZKE „Betel” w Ustroniu. Raz w miesiącu wprowadził nabożeństwa uzdrowieńcze. W wyniku jego pracy w ciągu dziesięciu lat liczebność zboru wzrosła z 35 do ponad 200 osób. Wybudowano największy wtedy w Polsce ewangelikalny dom modlitwy z salą na 600 osób. Każdego lata organizował kursy młodzieżowe w Wiśle Głębcach, Koszalinie i Przemyślu. Na organizowanych przezeń kursach obowiązywała niepisana zasada – nikt nie może wyjechać bez chrztu Duchem Świętym. Dał się poznać jako osoba otwarta na praktyczne używanie charyzmatów i na tym zbudował swój autorytet w środowisku zielonoświątkowym.

## Kariera duchownego

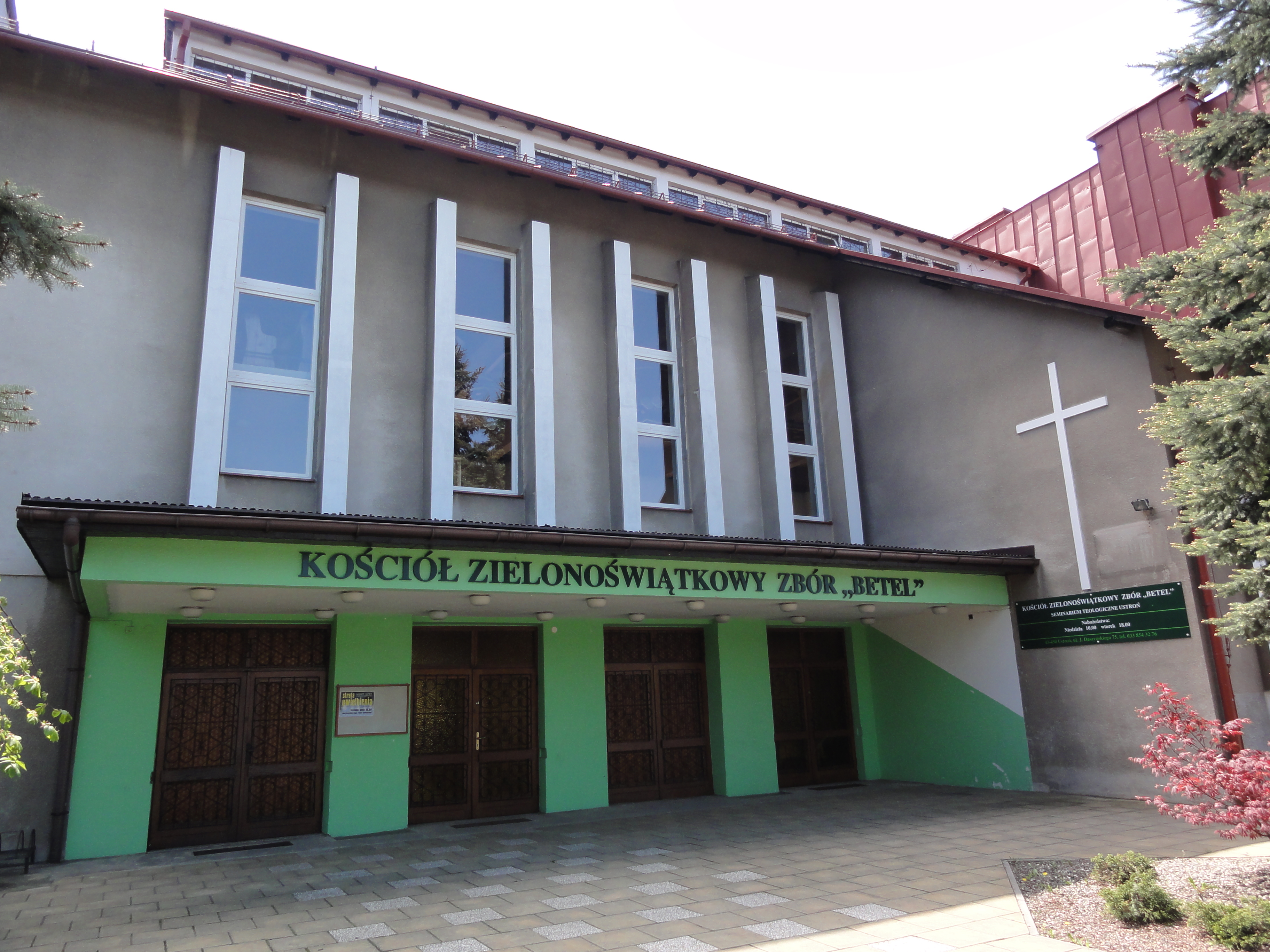
Był wieloletnim pastorem zboru „Betel” w Ustroniu

W 1984 roku został członkiem Prezydium ZKE. Prowadził rozmowy z przedstawicielami Chrześcijańskiej Wspólnoty Zielonoświątkowej, zachęcając ich do przystąpienia do ZKE.
13 września 1986 roku na posiedzeniu Rady ZKE przedłożył wniosek o usamodzielnieniu się poszczególnych ugrupowań składowych tego Kościoła. Wniosek został zaakceptowany w grudniu na kolejnym posiedzeniu Rady Kościoła. Uchwałę o reorganizacji podjął XII synod ZKE.
W 1987 roku został prezbiterem okręgu południowego ZKE. Na pierwszym synodzie nowo utworzonego Kościoła Zielonoświątkowego został wybrany prezbiterem naczelnym. Służba Bezpieczeństwa nie akceptowała go na tym stanowisku i zamierzała go zeń usunąć. Jednak zmiany ustrojowe uniemożliwiły realizację tego zamierzenia . Osoby Hydzika na stanowisku zwierzchnika Kościoła nie akceptowała grupa zborów lubelskich i był to jeden z powodów utworzenia Kościoła Chrześcijan Wiary Ewangelicznej. Funkcję prezbitera naczelnego pełnił do roku 2000.
W okresie jego pierwszej kadencji na tym stanowisku (1988–1992) powstało 57 nowych zborów, w drugiej (1992–1996) – 31 zborów, w trzeciej (1996–2000) – 18 zborów. W ocenie Michała Hydzika wzrost ten nastąpił w dużej mierze dzięki misji namiotowej. Jako prezbiter naczelny miał pragnienie zintegrowania całego ruchu zielonoświątkowego w Polsce i na początku miał wiele zapału w tym kierunku. Inicjował w tym celu wspólne spotkania. Jednak podczas rozmów przedstawiciele innych ugrupowań ograniczali się do krytyki tych inicjatyw, zarzucali, że Kościół Zielonoświątkowy chce ich wchłonąć i nie przedstawiali własnych propozycji.
Jako prezbiter naczelny na pierwszym miejscu stawiał pracę ewangelizacyjno-misyjną. Kontynuował także modlitwy uzdrowieńcze i w związku z tym odwiedzał wiele zborów. W czasie gdy przewodził Kościołowi zmagano się z nowymi typami pobożności zielonoświątkowej. Według Mieczysława Czajki – Hydzik ma zasługi w liczebnym rozwoju polskiego pentekostalizmu. Marek Kamiński określił go jako typ charyzmatycznego przywódcy. Jako charyzmatyk cieszył się autorytetem także poza Kościołem Zielonoświątkowym (np. w Kościele Bożym w Chrystusie).
Od roku 2000 do 2008 był pastorem zboru „Filadelfia” w Bielsku-Białej, a od 2005 roku ponownie pastorem zboru „Betel” w Ustroniu. W efekcie przez okres trzech lat pełnił funkcję pastora w dwóch zborach. Pastorem w Ustroniu pozostał do roku 2014, w którym to roku zrezygnował ze wszelkich urzędów w Kościele.
Jako kaznodzieja usługiwał w wielu miejscach Polski i świata. Usługiwał kazaniem na Europejskiej Konferencji Zielonoświątkowej oraz na Światowej Konferencji Zielonoświątkowej. W USA usługiwał w zborze Osteena w Houston oraz w zborze Wilkersona przy Times Square w Nowym Jorku. W swej autobiografii napisał, że z nostalgią wspomina doroczne ewangelizacje we Wrocławiu, Nysie, Opolu, Zielonej Górze, Nowej Soli, Gliwicach, Bydgoszczy, Hajnówce, Łodzi i Przemyślu.

## Poglądy

### Ekumenizm

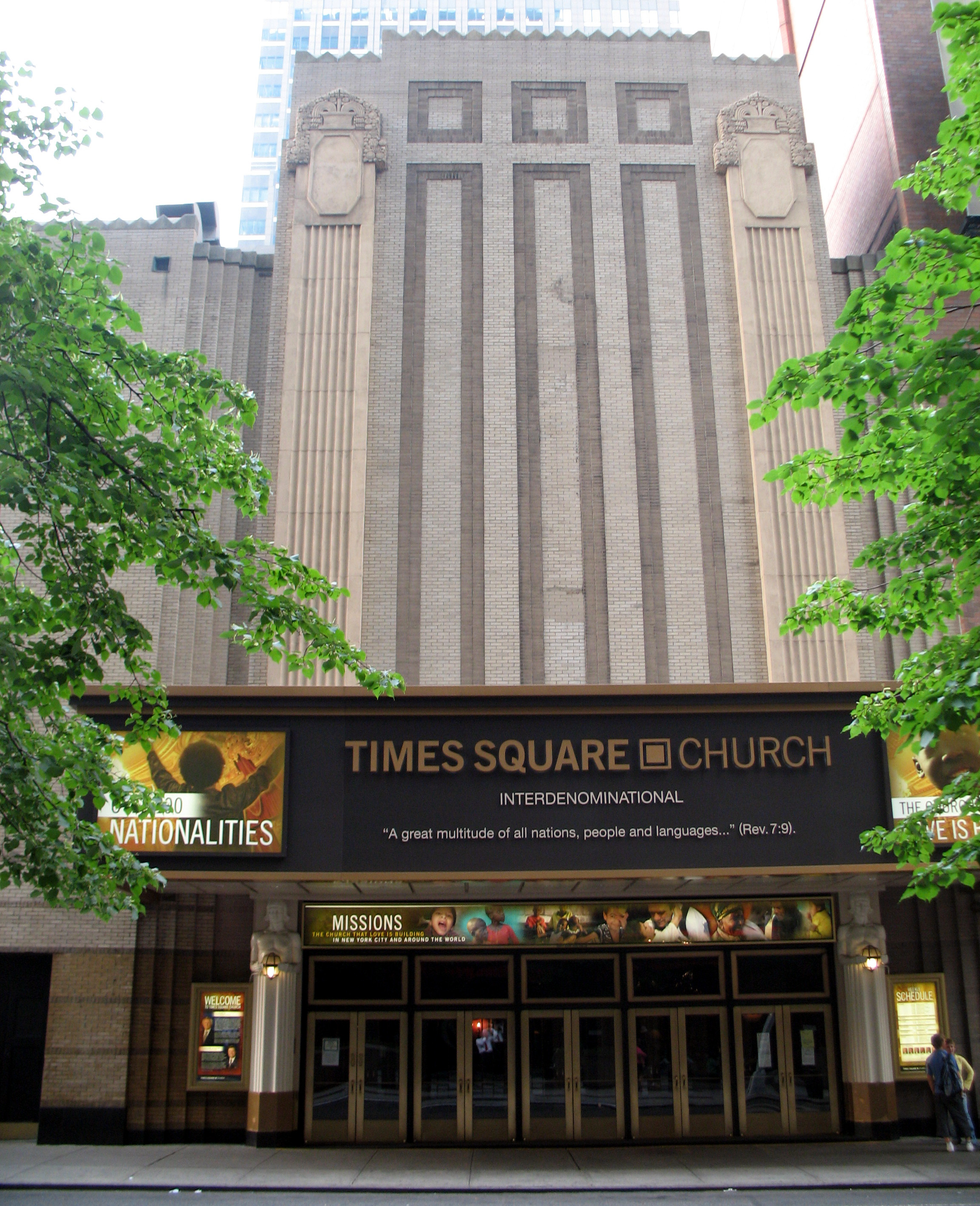
Głosił kazania w wielu miejscach, m.in. w Times Square Church w Nowym Jorku

Negatywnie oceniał ZKE w czasach, gdy jego zwierzchnikiem był Krakiewicz. Twierdził, że zielonoświątkowcy byli prześladowani, a jako przykład podawał siebie oraz zbór w Przemyślu, w którym władze Kościoła nie chciały zaakceptować zielonoświątkowca na stanowisku pastora. Gdy wszedł do zarządu Kościoła, jego opinia o ZKE nie uległa zmianie. Twierdził, że z wielu posiedzeń wracał „zmęczony, zniechęcony i rozczarowany”. Zarzucał innym ugrupowaniom brak uczciwości względem zielonoświątkowców, a jako przykład podawał zbór w Wiśle Malince wyłączony z ugrupowania  stanowczych chrześcijan. Jednak inne ugrupowanie współtworzące ZKE przyjęło ten zbór.
Jako członek Prezydium dążył do wystąpienia Kościoła z PRE oraz do rozwiązania ZKE. 30 marca 1984 roku na posiedzeniu Rady ZKE zgłosił wniosek o wystąpienie z PRE. Podczas dyskusji zdecydowano, że decyzję w tej sprawie powinien podjąć synod. Hydzik był postrzegany jako antyekumenista, który znacząco przyczynił się do rozwiązania ZKE. Jednak z chwilą powstania Kościoła Zielonoświątkowego w 1988 roku zabiegał o członkostwo nowo powstałego kościoła w Polskiej Radzie Ekumenicznej. Jakkolwiek nie wykazywał większego zainteresowania ugrupowaniami niezielonoświątkowymi, to jednak spotykał się z katolickimi działaczami charyzmatycznymi (do roku 1997).
Był zwolennikiem połączenia wszystkich denominacji zielonoświątkowych w jeden Kościół i był zaangażowany osobiście w tę sprawę. Nie odniósł jednak żadnych sukcesów na tym polu. Nie angażował się w powstanie Aliansu Ewangelicznego. W swej autobiografii stwierdził, że boleśnie przeżył fakt, że łatwiej jest dojść do porozumienia z niezielonoświątkowymi ugrupowaniami ewangelikalnymi, niż z bardziej bliskimi ugrupowaniami o zielonoświątkowym charakterze.

### Demonologia
Hydzik interesował się demonologią. W 1983 roku napisał artykuł w „Chrześcijaninie” na ten temat (Wypędzanie demonów), a w roku 2004 całą książkę – Nieprzyjaciele. Rozróżniał opętanie sprowokowane i niesprowokowane. Demony mają nie znosić mowy o krwi Chrystusa. Egzorcyzmami winny się zajmować tylko niektóre osoby i nie powinny tego robić w pojedynkę. Hydzik zauważył, że w naszych czasach niektóre osoby udają opętanie. Hydzik odrzucał naukę Dereka Princea o tzw. przekleństwie pokoleniowym (nauka ta głosi, że jeżeli któryś z przodków zajmował się spirytyzmem, to ściągnął przekleństwo na wszystkich swoich potomków).
16 lutego 2013 zorganizowano konferencję „Służba uwolnienia”, której celem było wypracowanie stanowiska Kościoła odnośnie do demonologii. Bezpośrednim powodem tej konferencji była egzorcystyczna działalność Janusza Lindnera pastora z Krotoszyna. Hydzik był na niej jednym z mówców.

### Inne poglądy
Uważał, że przyroda jest drugą księgą po Biblii, która świadczy o istnieniu Boga. W naturze nie ma przypadków, wszystko istnieje celowo.

Wszelkie spotkania religijne powinny być nacechowane optymizmem i entuzjazmem: 

Smutne, ponure chrześcijaństwo nikogo nie pociągnie, nie zachęci. Wyraźmy naszą radość z powodu zbawienia, z tego powodu, że Jezus króluje w naszym życiu.

Początkowo był zwolennikiem „drugiej fali” pentekostalizmu zwanej ruchem charyzmatycznym i propagował ten ruch w Kościele, jednak od połowy lat 90. stopniowo ewoluował w stronę klasycznego pentekostalizmu. Gdy w końcu lat 90. pojawił się problem „wstawienników” nie był w stanie zająć jednoznacznego stanowiska. Był z tego powodu krytykowany przez swego następcę, Mieczysława Czajkę. Hydzik odpowiedział, że był emocjonalnie związany z osobami ruchu „wstawienników”, początkowo upatrywał w nich przyszłość Kościoła i dlatego rozwiązanie tego problemu przekazał swemu następcy.
W książce Co nas czeka? (1994) wyraził kontrowersyjny pogląd, że pokolenie roku 1948 nie wymrze śmiercią naturalną (tzn. osoby urodzone w tym roku doczekają końca świata). Spekulację oparł na tekście z Ewangelii Łukasza 21,32. W wydaniu drugim z roku 1998 pogląd ten został złagodzony – „możemy wnioskować, że wydarzenia ostateczne nastąpią być może już w bardzo krótkim czasie”. Natomiast w wydanym w 2016 roku komentarzu do Apokalipsy nie wypowiada się na ten temat. Stosował darbystyczną wykładnię Apokalipsy . 

## Publikacje
Książki
- M. Hydzik: Co nas czeka?. Wyd. 1. Warszawa: 1994. ISBN 83-903467-2-9. Brak numerów stron w książce 19982
- M. Hydzik: Kim dla Ciebie jest Duch Święty?. Warszawa: 1995. ISBN 83-903467-0-2. Brak numerów stron w książce 20172 ISBN 978-83-903467-7-9
- M. Hydzik: Nieprzyjaciele. Skoczów: 2004. ISBN 83-903467-3-7. Brak numerów stron w książce
- M. Hydzik: Księga mojego życia. Skoczów: 2015. ISBN 83-903467-5-3. Brak numerów stron w książce
- M. Hydzik: Apokalipsa, czyli co nas czeka?. Warszawa: 2016. ISBN 83-903467-6-1. Brak numerów stron w książce

Artykuły
- M. Hydzik. Wypędzanie demonów. „Chrześcijanin”. 6, s. 10-16, 1983.
- M. Hydzik. Kościół Zielonoświątkowy. „Chrześcijanin”. 7-8, s. 26-27, 1988.
- M. Hydzik. Emigracja. „Chrześcijanin”. 1, s. 12-13, 1989.